# Naduvattam
Naduvattam är en ort i Indien.   Den ligger i distriktet Nilgiri och delstaten Tamil Nadu, i den södra delen av landet, 1 900 km söder om huvudstaden New Delhi. Naduvattam ligger 1 834 meter över havet och antalet invånare är 11 674.
Terrängen runt Naduvattam är varierad. Runt Naduvattam är det ganska tätbefolkat, med 248 invånare per kvadratkilometer. Närmaste större samhälle är Gudalur, 8,3 km nordväst om Naduvattam. I omgivningarna runt Naduvattam växer i huvudsak städsegrön lövskog.